# Зоряна (ім'я)
Зоря́на — українське жіноче ім'я  давньослов'янського походження, скорочена форма імені Зореслава. Поширене в південнослов'янських країнах у формі Зорана. Ім'я було поширене в часи до хрещення Східної Європи, потім вийшло з ужитку, але у XX ст. знову набуло популярності.
Інші форми імені: Зорянка, Зорянонька, Зоряночка, Зоря. Ім'я Зоряна поширене в Україні з дохристиянських часів, у народній традиції іменини Зоряни відзначаються 9 квітня та 14 листопада.
Існує чоловіча форма імені — Зорян.

## Відомі носійки імені

### Політичні, громадські та релігійні діячки
- Зоряна Скалецька (нар. 1980) — колишня міністерка охорони здоров'я України.

### Діячки мистецтв
- Зоряна Кушплер (нар. 1975) — українська оперна співачка.
- Зоряна Гладка (1966—2017) — українська поетеса.
- Зоряна Юдін (нар. 1975) — українська співачка.
- Зорана Новакович (Zorana «Lola» Novaković) (1935—2016) — сербська співачка.
- Зоряна Марченко (нар. 1988) — українська акторка.
- Зоряна Лильо-Откович (нар. 1968) — українська мистецтвознавиця, художниця декоративно-ужиткового мистецтва, графікеса, педагогиня. Дочка художника-аквареліста Мирослава Отковича (1947—2021), племінниця мистецтвознавця Василя Отковича (1950—2017), старша сестра художника Тараса Отковича (нар. 1977), двоюрідна сестра художниці Наталії Откович (нар. 1979) та журналіста Мирослава Отковича (нар. 1982).

### Спортсменки
- Зоряна Пилипюк — українська спортсменка, гравчиня у волейбол, Міс спорт України 2009.
- Зоряна Анісімова — українська спортсменка.
- Зорана Тодорович (Zorana Todorović) — сербська спортсменка, гравчиня в баскетбол.